# Conus bellulus
Espèce
Statut de conservation UICN

 DD  : Données insuffisantes
Conus bellulus est une espèce de mollusques gastéropodes marins de la famille des Conidae.
Comme toutes les espèces du genre Conus, ces escargots sont prédateurs et venimeux. Ils sont capables de « piquer » les humains et doivent donc être manipulés avec précaution, voire pas du tout.

## Description
La taille de la coquille varie entre 17 mm et 22 mm.

## Distribution
Cette espèce est présente dans l'océan Atlantique, où elle est limitée aux îles de São Vicente et Santa Luzia, Cap-Vert. 

### Niveau de risque d’extinction de l’espèce
Selon l'analyse de l'UICN réalisée en 2011 pour la définition du niveau de risque d'extinction, cette espèce est très restreinte dans sa distribution et n'a été trouvée que sur deux îles du Cap-Vert : sur la côte orientale de Sao Vicente le long d'un tronçon de 5 km de côte et sur la côte sud-ouest de Santa Luzia le long d'environ 3 km de côte (Monteiro et al. 2004). Cette espèce n'a pas été enregistrée ces dernières années, et l'espèce pourrait bien avoir toujours été rare. Comme il n'y a pas de menaces connues dans l'aire de répartition de l'espèce, et qu'il n'y a pas de données de tendance montrant un changement dans le nombre d'individus ou un déclin de la qualité de l'habitat, l'espèce est considérée comme insuffisamment documentée.

## Taxonomie

### Publication originale
L'espèce Conus bellulus a été décrite pour la première fois en 1990 par le malacologiste espagnol Emilio Rolán Mosquera (d) (1935-) dans la publication intitulée « Iberus »,.

### Synonymes
- Africonus bellulus (Rolán, 1990) · appellation alternative
- Conus (Lautoconus) bellulus Rolán, 1990 · appellation alternative

## Identifiants taxonomiques
Chaque taxon catalogué par les bases de données biologiques et taxonomiques possède un identifiant qui permet d'établir un point de référence. Les identifiants de Conus bellulus dans les principales bases sont les suivants :
CoL : 5ZXNP - GBIF : 5728197 - iNaturalist : 150316 - IRMNG : 11289254 - TAXREF : 153733 - UICN : 192717 - 